# 刑事责任年龄

各国的最低刑事责任年龄

刑事责任年龄是指一個人觸犯刑法或法律時必須接受刑法等相關法律制裁的年齡。在被告未达到刑事责任年龄时，法院可免除其違法行为所應承擔的刑事责任。在一個人达到刑事责任年龄后，法院會根据被告人的年龄和所犯罪行的类型，進行不同程度的判罰。